# 라오스-태국 제3우의교
라오스-태국 제3우의교(태국어: สะพานมิตรภาพ 3, 라오어: ຂົວມິດຕະພາບລາວ-ໄທ ແຫ່ງທີ 3)는 라오스의 도시 타케크와 태국의 주 나콘파놈 주를 연결하는 다리이다.

## 같이 보기
- 라오스-태국 제4우의교
- 태국의 교통